# 마이클 데바인
마이클 제임스 "미키" 디바인(Michael James "Mickey" Devine, 1954년 5월 26일 ~ 1981년 8월 20일)은 아일랜드 민족해방군(INLA)의 창립 멤버 중 한 명이다. 아일랜드 단식투쟁 당시 굶어 죽었다.
1971년 영국 군인들이 두 명의 비무장 민간인 디시 비티(Dessie Beattie)와 레이먼드 커색(Raymond Cusack)을 사살하자 디바인은 데리의 제임스 코널리 공화주의 클럽에 가입했다. 이듬해 벌어진 피의 일요일 사태는 디바인에게 큰 영향을 주었다.
디바인은 1975년 INLA 창립에 참여했다. 1976년 아일랜드 공화국 도네갈 주를 습격했다가 북아일랜드에서 체포되었다. 징역 12년을 선고받은 디바인은 모포투쟁에 참여했다.
1981년 6월 22일, 디바인은 제2차 아일랜드 단식투쟁에 참여했고, 8월 20일 사망했다. 향년 27세.